# (17097) Ronneuman
(17097) Ronneuman (1999 JX31) – planetoida z pasa głównego asteroid okrążająca Słońce w ciągu 5,49 lat w średniej odległości 3,11 j.a. Odkryta 10 maja 1999 roku.